# 迪尔
迪尔是德国莱茵兰-普法尔茨州的一个市镇。总面积5.55平方公里，总人口190人，其中男性95人，女性95人（2011年12月31日），人口密度34人/平方公里。